# ليه تايلور (مغني)
ليه تايلور (بالإنجليزية: Les Taylor)‏ هو مغني ومغن مؤلف أمريكي، ولد في 27 ديسمبر 1948 في Oneida, Kentucky ‏ في الولايات المتحدة.

## وصلات خارجية
- ليه تايلور على موقع ميوزك برينز (الإنجليزية)